# Leidy Chica
Leidy Chica Chica (Cali, 8 de junio de 1990) es una deportista colombiana que compite en bochas adaptadas. Ganó dos medallas en los Juegos Paralímpicos de París 2024.

## Palmarés internacional
| Juegos Paralímpicos | Juegos Paralímpicos | Juegos Paralímpicos | Juegos Paralímpicos     |
| Año                 | Lugar               | Medalla             | Prueba                  |
| ------------------- | ------------------- | ------------------- | ----------------------- |
| 2024                | París (Francia)     | Medalla de oro      | Dobles BC4 mixto        |
| 2024                | París (Francia)     | Medalla de bronce   | Individual BC4 femenino |